# Vengeance - and the Woman
Vengeance - and the Woman è un serial muto del 1917 diretto da William Duncan e Laurence Trimble.

## Produzione
Il film fu prodotto dalla Vitagraph Company of America.

## Distribuzione
Distribuito dalla Vitagraph Company of America, il serial - presentato da Albert E. Smith - uscì nelle sale cinematografiche statunitensi in quindici episodi a cadenza settimanale dal 24 dicembre 1917 fino al 1º aprile 1918.
Non si conoscono copie ancora esistenti della pellicola che viene considerata presumibilmente perduta.

### Episodi
1. The Oath, 24 dicembre 1917
2. Loaded Dice, 31 dicembre 1917
3. The Unscaled Peak, 7 gennaio 1918
4. The Signaling Cipher, 14 gennaio 1918
5. The Plunge of Destruction, 21 gennaio 1918
6. The Lure of Hate, 28 gennaio 1918
7. The Wolf Trap, 4 febbraio 1918
8. The Mountain Devastation, 11 febbraio 1918
9. Buried Alive, 18 febbraio 1918
10. The Leap for Life, 25 febbraio 1918
11. The Cavern of Terror, 4 marzo 1918
12. The Desperate Chance, 11 marzo 1918
13. Sands of Doom, 18 marzo 1918
14. The Hand of Fate, 21 marzo 1918
15. The Reckoning, 1 aprile 1918